# Козьол (Люблінське воєводство)
Козьол (пол. Kozioł) — село в Польщі, у гміні Баранів Пулавського повіту Люблінського воєводства.
Населення — 206 осіб (2011).

## Демографія
Демографічна структура станом на 31 березня 2011 року:
|          | Загалом | Допрацездатний вік | Працездатний вік | Постпрацездатний вік |
| -------- | ------- | ------------------ | ---------------- | -------------------- |
| Чоловіки | 100     | 21                 | 65               | 14                   |
| Жінки    | 106     | 13                 | 60               | 33                   |
| Разом    | 206     | 34                 | 125              | 47                   |